# Roberto I di Capua
Roberto I (... – 1120) fu conte di Aversa e principe di Capua dal 1106, alla morte del fratello maggiore Riccardo II, rimasto senza eredi. 
Roberto era il secondo figlio di Giordano I di Capua e di Gaitelgrima, figlia di Guaimario IV di Salerno.
Cercò di ricoprire il ruolo di protettore papale, come lo erano stati suo padre e suo nonno, e inviò trecento cavalieri a salvare Papa Pasquale II e i suoi sedici cardinali durante la loro prigionia da parte dell'imperatore Enrico V nel 1111. Tuttavia, le sue truppe furono respinte dal conte di Tuscolo, Tolomeo I, e non raggiunsero mai il loro obiettivo.
Nel 1114, lui e Giordano di Ariano assaltarono Benevento, ma l'arcivescovo Landolfo II fece pace con loro.
Nel 1117, Papa Pasquale si rifugiò presso di lui e più tardi, nel 1118, questi ospitò il suo successore, Gelasio II, scortandolo addirittura a Roma con il suo esercito.
Sebbene non riconoscesse la sovranità al duca d'Altavilla di Puglia a cui era stato costretto il fratello, egli era comunque una piccola potenza secondaria nel Mezzogiorno . Morì nel 1120, lasciando come figlio e successore il neonato Riccardo III . Una sua figlia, il cui nome è andato perduto, sposò nello stesso anno il re Stefano II d'Ungheria.